# نظام يونكس الثالث
نظام يونكس الثالث (بالإنجليزية: UNIX System III ). وتكتب أيضا النظام الثالث (بالإنجليزية: System three) هي واحدة من إصدارات نظام التشغيل يونكس. والذي طور بداية خارج معامل بل في عام 1982.
شركة إي تي أند تي قامت بإنتاج نظام يونكس الثالث في عام 1982 وهو أول نسخة تجارية لنظام يونكس وكان في السابق يوزع مجانا على الشركات والجامعات مصحوبا بدليل الاستخدام والشيفرة المصدرية، وكان آخر تلك النسخ المجانية يونكس الإصدار السابع. في نسخة نظام يونكس الثالث التجارية احتفظت إي تي أند تي بشيفرة المصدر البرمجي ولم توزعه معها. وكان لذلك أثره في ما تلى ذلك من محاولات عمل معايير قياسية مثل بوزيكس ومحاولات كسر احتكار إي تي أند تي مؤسسة البرمجيات المفتوحة وجنو فيما بعد.
وأعقب ذلك إنتاج نظام يونكس الخامس الإصدار الأول المعروفة بالاختصار SVR1 وهي قائمة على نسخة يونكس الإصدار السابع وذلك بعد إضافة التعديلات التي قامت بها الجامعات والشركات الأخرى. تم إصدار الإصدار الثاني والثالث بعد ذلك في سنة 1984 وهما أكثر تطورا وأكبر حجماً من الإصدار الأول SVR1. هذه المرة لم توزع الشيفرة مع النسخة المرخصة، ومن هنا بدأت فكرة المصادر المفتوحة وجنو.